# Которины
Которины (укр. Которини) — село в Журавновской поселковой общине Стрыйского района Львовской области Украины.
Население по переписи 2001 года составляло 299 человек. Занимает площадь 0,76 км². Почтовый индекс — 81792. Телефонный код — 3239.
В селе находится деревянная церковь Воздвижения Честного Животворящего Креста, построенная в 1898 году.